# Barranca de Otates
Barranca de Otates är en ort i Mexiko.   Den ligger i kommunen Zacoalco de Torres och delstaten Jalisco, i den centrala delen av landet, 500 km väster om huvudstaden Mexico City. Barranca de Otates ligger 1 477 meter över havet och antalet invånare är 1 117.
Terrängen runt Barranca de Otates är kuperad åt sydväst, men åt nordost är den platt. Runt Barranca de Otates är det ganska tätbefolkat, med 90 invånare per kvadratkilometer. Närmaste större samhälle är Zacoalco de Torres, 11,0 km öster om Barranca de Otates. I omgivningarna runt Barranca de Otates växer huvudsakligen savannskog.